# Kamila Polonyová
Kamila Polonyová (* 1. srpna 1999, Vsetín) je česká zpěvačka, skladatelka a hudebnice.

## Život
Narodila se 1. srpna 1999 ve Vsetíně, ale celý svůj život strávila v obci nedaleko tohoto okresního města, v Hošťálkové. Od roku 2006 zde navštěvovala základní školu, kterou v roce 2015 ukončila a nastoupila na vsetínské Masarykovo gymnázium, které ukončila v roce 2019.
Po svých středoškolských studiích nastoupila na Univerzitu Palackého v Olomouci. Studuje na pedagogické fakultě, a to konkrétně obor, který je soustředěn na pedagogiku, hudební kulturu a český jazyk se zaměřením na vzdělávání. Je valašskou vlastenkou.

## Dílo
Do širšího veřejného povědomí se dostala po účasti v pěvecké soutěži Superstar 2020. Zde předvedla svou vlastní píseň „Nad našú Hošťálkovú“, ve které vzdává vlastenecký hold své rodné obci Hošťálková, lidem v ní žijících a valašskému kraji jako takovému.
Mezi její další autorské písně patří například „Vďačnost“, „Srdcebol“, či nejnovější letní song s názvem „Navždy iba môj“.
Polonyová vystupuje s muzikantem a multiinstrumentalistou Danielem Jakubíkem, se kterým jsou známí jako „Duo Kamča a Dan“. Dále spolupracuje např. s Honzou Grebíkem.